# Gerlachfalvi-csúcs
A Gerlachfalvi-csúcs (szlovákul Gerlachovský štít) Szlovákia, a Magas-Tátra és egyben az egész Kárpátok legmagasabb csúcsa 2655 m magasságával. A trianoni békeszerződésig (1920. június 4.) Magyarország legmagasabb pontja volt.

## Egyéb elnevezései
- 1896–1919: Ferenc József-csúcs (Franz-Joseph-Spitze, Štít Františka Jozefa)
- 1923 – kb. 1932: Légionáriusok csúcsa (Štít Legionárov)
- 1949–1959: Sztálin-csúcs (Stalinov štít)
- 1959 óta: Gerlachovský štít (szlovák),
- Gerlach, Gierlach (lengyel)
- Gerlachovka

## A Pallas nagy lexikonában

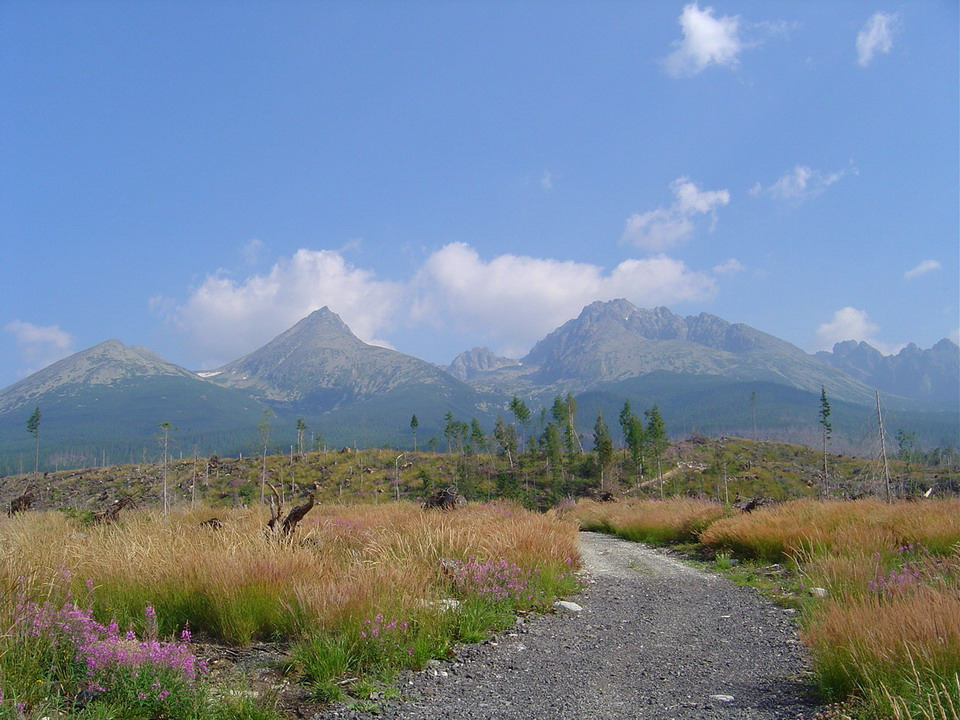
Hegycsúcsok a Magas-Tátrában, jobbra a Gerlachfalvi-csúcs

„Gerlachfalvi csúcs: a Magas Tátrának s általában egész hazánknak legmagasabb csúcsa (2663 méter), Szepes megyében, Gerlachfalutól ÉNy-ra s a felkai völgy Ny-i oldalán emelkedik. Megmászása a felkai völgy felől történik s a nehezebb hegyi tourok közé tartozik: Tátra-Füred felől (a visszatéréssel együtt) 20 órát igényel. A G. a batizfalvi völgy felől is megmászható (Stolából 12 óra). V. ö. Páter Kálmán, Kirándulás a G.-ra (Turisták Lapja I. évf. 205. l.); Felbinger Ubald, A Gerlachfalvi csúcs (Magy. Kárpát-egyes. XVII. évk. 1890. 10. l.)”

## A csúcs története

A csúcs háromdimenziós ábrázolása

A Tátra főgerincéből a Hátsó-Gerlachfalvi-csúcstól dk. irányban kiágazó, a Felkai- és a Batizfalvi-völgyet elválasztó mellékgerincet teljes hosszában a Gerlachfalvi-csúcs hegytömege foglalja el, amely 2655 m magasságával a Magas-Tátra legmagasabb orma. A Hátsó-Gerlachfalvi-csúcstól a Tetmajer-horhos választja el. A dk. irányban továbbhúzódó, kb. 250 m hosszú tetőéle a Kis-Gerlachfalvi-csúcshoz (2601 m) visz át, amely azonban nem önálló csúcs, csupán vállszerű előfok. A kettőjük közötti gerincszakaszon a főcsúccsal szomszédos a Gerlachfalvi-őrtorony (2642 m), közöttük a Gerlachfalvi-oromrés. A Kis-Gerlachfalvi-csúcsban a gerinc két ágra szakad, egy dk. és egy dny. irányban folytatódó és egyre alacsonyabb nyúlványára, amelyek végül a d. omladéklejtőben vesznek el. A két nyúlvány között óriási, üstszerű, mély katlan van, a Gerlachfalvi-katlan.
A csúcsról nyíló kilátás igen tágas és szép.
A csúcs mai nevét az egykori birtokos községről, Gerlachfalváról (Gerlachov, Gerlsdorf) kapta, amelynek határában állt. A községet az oklevelek szerint 1326-ban alapították a szepesszombati Gerlach comes fiai, János, Miklós, Gerlach, Péter és István. A „gerlach” kifejezés ógermán eredetű, lándzsás harcost jelent. A csúcs neve (a masszívum többi ormával együtt) először a híres Tátra-kutató, ifj. Buchholtz György 1717-es tátrai panorámáján található mint Gerlafalvenses montes (Gerlachfalvi hegyek). Térképen először Czaki Flóris tüntette fel Kösselberg (Katlan-hegy) néven, utalva a csúcs tömege alatt lévő jellegzetes katlanra. Jakob Melzer 1821-ben említi, hogy a szlovákok a csúcsot Kotol-nak (Katlan) nevezik. A cseh Kořistka 1864-ben Na kotlu (a katlanon) elnevezést használja. A német nyelvű szövegekben előfordul a Gerlsdorfer Kesselspitze (Gerlachfalvi katlancsúcs). A masszívum legmagasabb pontját nevezték Nagy-Gerlachfalvi-csúcsnak is.
Ma már általánosan elfogadott, hogy a Gerlachfalvi-csúcs a Kárpátok és egyben a Magas-Tátra legmagasabb orma. De ez nem volt mindig így: a liptóiak sokáig a Krivánt, a lengyelek a Jég-völgyi-csúcsot, a szepesiek pedig a Grossvatert (a mai Lomnici-csúcsot) tartották a legmagasabbnak. 1839. szeptember 12-én megjelent egy cikk a jolsvai Ludwig Greiner (Coburg herceg erdőigazgatója) tollából a Budán kiadott Gemeinnützige Blätter zur Belehrung und Unterhaltung című folyóiratban, melyben elsőként szögezi le, hogy a Gerlachfalvi-csúcs a Tátra legmagasabb orma. Új felfedezését azonban kételkedéssel fogadták, sőt az egyes sajtótermékek kimondottan mellőzték. Csak a 19. század hetvenes éveiben fogadták el – ha nem is általánosságban – a Gerlachfalvi-csúcs elsőbbségét.
A csúcs első megmászóinak kilétét egyesek a mai napig vitatják. 1875-ig azt állították, hogy a csúcs első megmászói Still János alsóerdőfalvi tanító és sógora, Gellhof János Felkáról, valamint a nagyszalóki Spitzkopf Márton voltak 1834 nyarán. Az első mászók útja a Gerlachfalvi-katlanon keresztül vezetett, és erre történt a leszállás is.
Still János ezen az úton vezette el a csúcsra 1872 augusztusában Franz Holz berlini főiskolást is.
1874. augusztus 31-én pedig a híres magyar hegymászó, Déchy Mór kalauza volt az akkor 69 éves Still. Déchy Tátrafüredről kiindulva a k. oldalról a legrövidebb útirányt tűzte ki a csúcsra. Útvonalnak egy árkot választott, melynek mindjárt az alján egy meredek letörésbe ütköztek. Still nem helyeselte az útvonalat, de Déchynek sikerült megmászni a sziklát, és segítségével a többiek is utána másztak. Déchy pontosan leírta az útirányt, és mivel igen hosszúnak és nehéznek találta, nem javasolta másoknak. Akkor még nem sejthette, hogy az általa megtalált ún. Gerlachfalvi-próbán (ahol az MKE 1880-ban láncokkal biztosította az utat) keresztül vezető út lesz a mindmáig legnépszerűbb és a mai kalauzok által is leggyakrabban használt felfelé vezető útirány.
1875. július 31-én a tátrai tavak feltárását végző bécsi természettudóst–Dezső Dénest–szintén Still kalauzolta a csúcsra. Dezső az MKE 1876-os Évkönyvében azt írja, hogy a Gerlachfalvi-csúcson az első Urban Márton alsóerdőfalvi molnár volt a 19. század hatvanas éveiben egy ismeretlen személlyel, és Still csak 1872-ben járt a csúcson. Dezső állításának meggyőző erejét növelte az a tény, hogy magának Stillnek szavait idézte (?). Ez az állítás hosszú időre Urban Mártonnak ítélte az elsőbbséget.
A lengyel irodalomban is megjelent egy hír, mely szerint 1855. augusztus 11-én Zygmunt Bośniacki és Wojciech Grzegorzek botanizáltak a csúcs lejtőin. Bár nem állítják, hogy a két tudós feljutott a legmagasabb oromra, nem zárják ki, hogy ez megtörténhetett. A feljegyzés csak arról szól, a Gerlachon voltak.
1868-ban osztrák katonai térképészek jártak a csúcson, akik egy üvegben hagytak magukról hírt, de sajnos a nevek ismeretlenek. Valószínű a helybeli kalauzok segítségével érték el a csúcsot.
Grósz Alfréd a stuttgarti szerkesztőségbe írt ún. Korrekturblatt-jában, amelyet azért írt, mert a szerkesztők önkényesen megváltoztatták a Die Hohe Tatra című könyvében az általa írt szöveget a Gerlachfalvi-csúcs első megmászásáról. Grósz ezt írja: Azt állítják (mármint a szerkesztők), hogy a Still-féle hármas mint másodikok és nem elsők érték el a Gerlachfalvi-csúcsot. Ez azonban nem igaz. Az az állítás, hogy Still elutasította az elsőbbséget, csak kitalált dolog. Éppen ellenkezőleg, Still hitelesen bevallotta, hogy sógorával, a felkai Gellhoffal és a nagyszalóki Spitzkopf Mártonnal 1834-ben megvalósították a történelmi jelentőségű első megmászást. 1874-ben erről írásban is kijelentést tett az MKE tevékeny pénztárosának, a késmárki Döller Antalnak. Döller Still levelét–mint becses történelmi iratot–az MKE levéltárában helyezte el (a levél később sajnos elveszett). Gellhof építészeti vállalkozó volt. Később Felkán tevékenykedett mint építész; a mi késmárki történészünk, dr. Johann Lipták édesapja. A két család baráti látogatásai alkalmából gyakran hallotta Gellhof visszaemlékezését az 1834-ben végrehajtott túráról. Erre a tényre maga a kollégám, Lipták figyelmeztetett. Ezért nincs indokom, hogy kételkedjem abban, hogy ez a túra valóban megtörtént, és bármilyen kételyek sem változtathatják meg ezeket az adatokat, melyeket itt közlök.
Összegezve: négy évtizeden keresztül (1834–1875) senki sem kételkedett abban, hogy Still János és társai voltak az elsők a Gerlachfalvi-csúcson. 1874-ben írásban is értesítette az MKE pénztárosát, Döller Antalt. Az a tény, hogy csak a negyvenedik évforduló alkalmából tett jelentést, egyáltalán nem különös dolog, hiszen előbb nem volt kit értesíteni (az MKE 1873-ban alakult). Teljesen érthetetlen, hogy a "hivatalos" jelentés után egy év múlva egy alkalmi kliensnek, Dezső Dénesnek már mást mondott Still János. Talán a magyar Dezső nem értette jól a német Still Jánost? Ki tudja, hogy valaha fény derül-e ezekre az ellentétes állításokra. Still emlékét őrzi Alsóerdőfalva egyik utcája, és sírját is gondozzák. Still emlékére minden év nyarán hegyi futóversenyt rendeznek Alsóerdőfalváról Tarajkára.
Habár Still János korának legnépszerűbb Gerlachfalvi-csúcsi kalauza volt, mégsem az egyedüli. 1875-ben a stólai kalauzok, Paszternák János és ifj. Ruman János mint elsők megtalálták az ún. Batizfalvi-próbát, de ezen az útirányon csak 1877. augusztus 15-én, Lorenz Viktor társaságában jutottak fel a csúcsra. Ezt az útirányt a mai kalauzok a csúcsról való leszállásnál használják.
Az első hölgylátogatók a bécsi Paula Knerr és Josefine Fillunger voltak 1877. július 28-án.
Több próbálkozás is volt a Gerlachfalvi-csúcs átnevezésére.

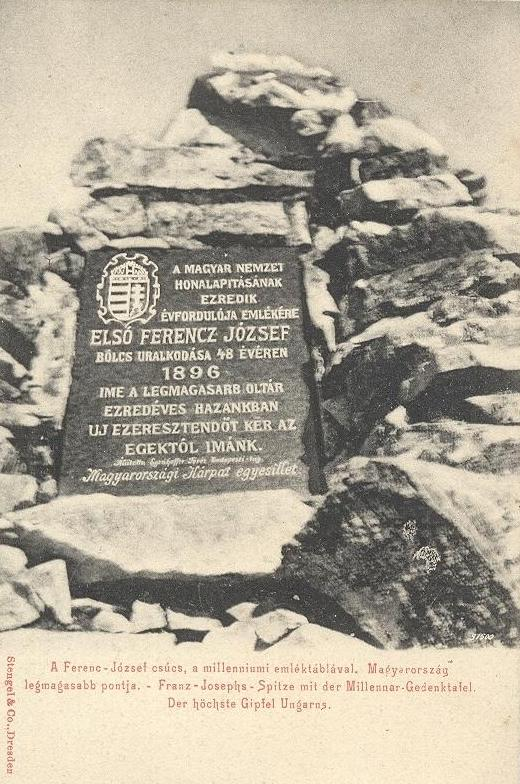
Emléktábla a csúcson

1896-ban a Millennium évében Ferenc József-csúcs lett belőle. Egenhoffer Teréz 80x60x8 cm méretű, 150 kg súlyú, diorit emlékoszlopot vitetett fel 1896. VII. 17-én a csúcsra. Egy nappal később a Sziléziai-házban az MKE közgyűlése javasolta a csúcs átnevezését Ferenc József-csúcsra és kérték az uralkodó beleegyezését. Az uralkodó nagy kegyesen beleegyezett. 1896-ban vagy 1897-ben egy másik, kisebb márványtáblát is elhelyeztek a csúcson „Ferencz-József-csúcs 1896” felirattal.
1900. szeptember végén Kazimierz Brzozowski, Stanisław Eljasz-Radzikowski–Klemens Bachleda és Jędrzej Obrochta hegyivezetőkkel összetörték a kisebb emléktáblát és ledobták a Batizfalvi-völgy irányába. Bachleda csak passzív résztvevője volt a rongálásnak, mivel az ő feladata az őrzés volt, hogy valaki meg ne lepje a csapatot. A lengyelek a Millenniumi emlékművet békén hagyták, csak a csúcs új nevét találták sértőnek.
A Millenniumi emlékművet a BETE tagjai kövekkel annyira betakarták, hogy az egyáltalán nem volt látható. Egyesek szerint azért, hogy megvédjék a rongálástól, mások szerint ellenszenvből. A kalauzok, akik tudták, hogy hol van az emlékmű, nem bolygatták a kőrakást, csak ünnepi alkalmaknál vagy ellenőrzésnél távolították el a köveket.
Az emlékműre a következő aranyozott felirat volt bevésve:
„A Magyar Nemzet Honalapításának ezredik évfordulója emlékére,
Első Ferencz József bölcs uralkodása 48. évében,
1896
Ime a legmagasabb oltár
Ezredéves Hazánkban
Új ezeresztendőt kér az
Egektől Imánk.
Magyarországi Kárpát Egyesület”
A millenáris emlékoszlopot 1919-ben megrongálták, 1920 júliusában összetörték – Ivan Bohuš szerint szlovák hazafiak – és lelökték, ezt is a Batizfalvi-völgy irányába. Július utolsó hetében Csizák Pál hegyivezető azzal a szomorú hírrel jött vissza túrájáról, hogy az emlékművet ledöntötték, már nem találták a helyén; augusztus 9-én Schwicker Richárd és Egerváry Jenő hegymászók a Tetmajer-horhosból a Batizfalvi-völgybe lehúzódó szakadékban (Wala-szakadék) ráakadtak a tábla egy darabjára, de azt nem tudták lehozni. Az emlékmű helyén talált nyomok arra utaltak, hogy gránáttal robbantották fel. Az emléktábla töredékei 1930-ban a felkai Tátra múzeumba kerültek, ahonnan rövidesen eltűntek; valószínűen nem ismerték fel történelmi jelentőségét. Grósz Alfréd évekig kutatott a Gerlachfalvi-csúcson Egenhoffer Teréz által felállíttatott Millenniumi emlékmű egy darabja után, amíg végre siker koronázta fáradozását és megtalálta a diorit tömb egy feliratos darabját. Ezt évekig rejtegette, majd eljuttatta Komarnicki Gyulához, aki továbbította Tálos Zoltánnak, és ő később Neidenbach Ákosnak adta át. 2003 augusztusában Bácskai Gusztáv szisztematikusan pásztázta át a Wala-szakadékot és egy további darabra bukkant.
Az I. világháború után egy rövid időre Legionárius-csúcs lett (a szovjet polgárháborúban Szibériában szerepet játszó cseh légiók emlékére). Az elnevezést azonban nem fogadták el. 1923. VIII. 2-án az iglói Csehszlovák Turista Klub szakosztálya 5 m magas póznán egy hatalmas csehszlovák bádogzászlót helyezett el a csúcson, amelyet 1923. VIII. 12-én 203 személy jelenlétében avattak fel. Már 1923 végén eltűnt a zászló elhelyezését megörökítő emléktábla, a villámhárítóval ellátott zászlót 1924-ben egy szélvihar döntötte le.
1949. december 21-én Sztálin hetvenedik születésnapja alkalmával néhány évre Sztálin-csúcs lett a neve. 1950 májusában csehszlovák hegymászók egy 46 kg súlyú, Sztálint dicsőítő bronz emléktáblát helyeztek el a csúcson; ezt a turisták megrongálták, ezért később leszerelték. A csúcs csak 1956-ban, a Szovjetunió Kommunista Pártjának XX. kongresszusa után, a sztálintalanítás idején kapta vissza eredeti nevét.
1997 nyarán a Gerlachfalvi-csúcson egy fémkeresztet helyeztek el.
Forrás: https://web.archive.org/web/20060306215534/http://www.fsz.bme.hu/mtsz/mhk/nevtar/bxv/bxv1.htm